# Djingis khans internationella flygplats
Ulan-Bator Chinggis Khan International Airport är en flygplats i Mongoliet.   Den ligger i provinsen Ulaanbaatar, i den centrala delen av landet, 11 km sydväst om huvudstaden Ulaanbaatar. Ulan-Bator Chinggis Khan International Airport ligger 1 330 meter över havet.
Terrängen runt Ulan-Bator Chinggis Khan International Airport är platt åt nordväst, men åt sydost är den kuperad. Runt Ulan-Bator Chinggis Khan International Airport är det glesbefolkat, med 11 invånare per kvadratkilometer. Närmaste större samhälle är Ulaanbaatar, 11,3 km nordost om Ulan-Bator Chinggis Khan International Airport. Trakten runt Ulan-Bator Chinggis Khan International Airport består i huvudsak av gräsmarker.